# John Olin
John Merrill Olin (ur. 10 listopada 1892 w Alton, zm. 8 sierpnia 1982) – amerykański chemik, przedsiębiorca i wynalazca.

## Życiorys
W 1913 ukończył studia na Uniwersytecie Cornella uzyskawszy licencjat (BS) i rozpoczął pracę jako inżynier w Western Cartridge Company (firmie swego ojca). Po przekształceniu firmy w Olin Industries, został, w 1944 jej dyrektorem. Olin Industries w 1954 połączyła się z Mathieson Chemical Corporation, tworząc Olin Mathieson Chemical Corporation, a John Olin został przewodniczącym rady nadzorczej (Chairman of the Board). Z czasem nazwę firmy skrócono do Olin Corporation. 
Podczas pracy był autorem lub współautorem 24 patentów w dziedzinie broni i amunicji.
Był hodowcą psów (labrador retriever) oraz koni wyścigowych. Wspierał ochronę przyrody i prowadził działania na rzecz ochrony łososia szlachetnego.
Odznaczony Orderem Zasługi Republiki Włoskiej i Legią Honorową.